# Johannes Jensen (møller)
 For alternative betydninger, se Johannes Jensen. (Se også artikler, som begynder med Johannes Jensen)
Johannes Jensen (født 25. juli 1801 i Lemvig, død 25. april 1889) var en dansk møller og politiker.
Jensen var søn af murer Jens Jensen. Faren døde få år efter Johannes' fødsel, og drengen blev hyrdedreng på en gård i Ydby. Men han klarede sig godt i skolen og blev lærer på skoler i nærheden af Lemvig i 1815. Han var senere huslærer på Fåre Mølle i Bøvling Sogn hvor han blev interesseret i møller. Derfor blev han uddannet møllebygger i Randers og arbejdede derefter hos en møllebygger i Klitmøller. I 1833 købte Jensen Gudnæs Mølle i Villerslev Sogn syd for Thisted. Han udvidede møllen og tilføjede bageri til forretningen. Han solgte møllen igen i 1858 og havde fra 1858 til 1871 en lille gård i Gudnæs. Han fortsatte også som møllebygger og byggede fra 1833 til 1870 mange møller hovedsageligt i Thy og på Mors. I slutningen af sit liv boede han hos en datter i Sir ved Holstebro.
Han var medlem af Folketinget valgt i Thisted Amts 3. valgkreds (Vestervigkredsen) fra 4. august 1852 til 27. maj 1853 og var sogneforstanderskabsmedlem 1842-1847.